# Česko – otázky a odpovědi
Česko – otázky a odpovědi je česká vědomostní stolní hra pro děti i dospělé, první ze série her Otázky a odpovědi. Je pro 2 až 6 hráčů. Obsahuje 2400 otázek ohledně Česka rozdělených do 6 tematických okruhů: historie, kultura, příroda/technika/věda, geografie, sport a různé. Byla vydána v roce 2006 firmou Albi. V roce 2009 byla vydána cestovní verze s 600 otázkami. V roce 2010 byla vydána rozšiřující sada karet k verzi Česko a k verzi Evropa.
Má obdobná pravidla jako další hry této série: Evropa – otázky a odpovědi (2008), Svět – otázky a odpovědi (2010), USA – otázky a odpovědi (2011), Český film – otázky a odpovědi (2010), Světový film – otázky a odpovědi (2011), Zlaté Česko – otázky a odpovědi (2012), Česká hudba – otázky a odpovědi (2012), ve slovenštině vyšly hry otázky a odpovede ve verzích Slovensko (2007), Slovensko junior (2008), Slovenský a český film (2011), Európa, Svet. Většina českých verzí je doporučena pro hráče ve věku od 12 let, slovenské verze většinou pro hráče od 15 let věku s výjimkou základní verze Slovensko určené pro hráče od 12 let, verze Česko a Slovensko vyšly i ve variantě Junior pro děti od 10 let. Cena se pohybuje kolem 500 až 700 Kč za jednu stolní herní sadu.
Varianta Česká hudba z roku 2012 výrazně inovovala podobu hrací desky i žetonů a pravidla.

## Pravidla
Cílem hráče ve hře je odpovědět správně na nejméně jednu otázku z každého tematického okruhu. Hráči posouvají své figurky po hracím poli na základě hodu kostkou a dostane-li se na barevné pole, má příležitost odpovědět na otázku z tematického okruhu odpovídajícího barvě pole. Hráč po jeho levici mu přečte otázku z kartičky, které jsou mu na startu přiřazeny. Na druhé straně jsou odpovědi. Jestliže hráč odpoví správně, získá mapičku. Když získá všechny mapičky, může si vybrat jednu z cest. Ty jsou celkem 4. Na každé z nich jsou 2 odvětví. Na ty odpovídá tak dlouho, dokud je neuhádne. Poté hráč pokračuje do středu. Tam mu hráč, který mu čte otázky, čte otázky tak dlouho, dokud některou z nich neodpoví. Pak se stává vítězem.[zdroj?]